# Emma Green

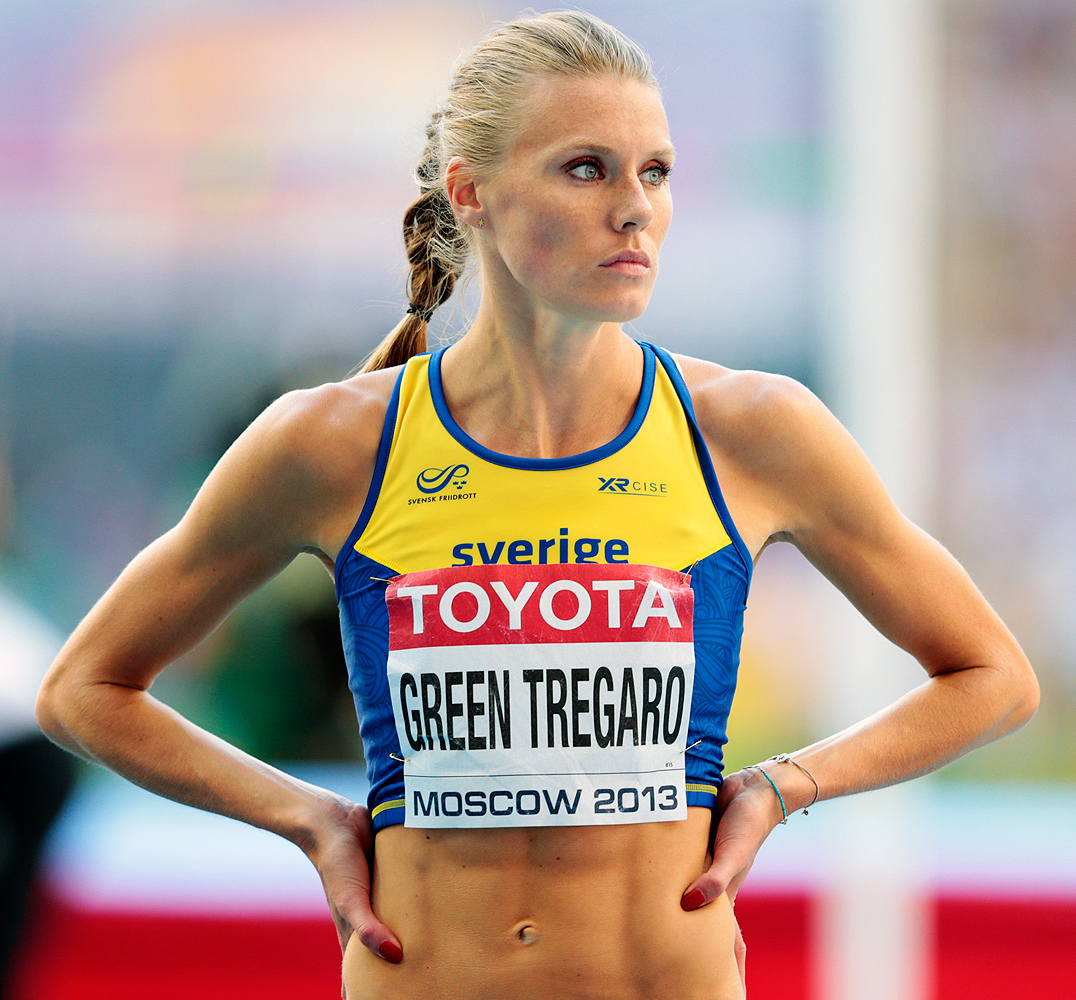
Emma Green bei den Weltmeisterschaften 2013 in Moskau

Emma Anna-Maria Green (* 8. Dezember 1984 in Göteborg) ist eine ehemalige schwedische Hochspringerin.

## Biografie
2005 wurde Green Achte bei den Halleneuropameisterschaften in Madrid und gewann Bronze bei den Weltmeisterschaften in Helsinki (1,96 m, hinter Kajsa Bergqvist und Chaunté Howard). Im Jahr darauf wurde sie Elfte bei den Europameisterschaften 2006 in ihrer Heimatstadt Göteborg; außerdem gehörte sie zur schwedischen Stafette, die in der 4-mal-100-Meter-Staffel auf den fünften Platz kam.
2007 wurde Green Siebte bei den Weltmeisterschaften in Osaka, 2008 Neunte bei den Olympischen Spielen in Peking und 2009 Sechste bei den Weltmeisterschaften in Berlin. 2010 wurde sie Fünfte bei den Hallenweltmeisterschaften in Doha und jeweils Zweite bei den Europameisterschaften in Barcelona sowie beim Continental-Cup in Split. Bei den Weltmeisterschaften 2011 in Daegu wurde sie Elfte.
2012 gewann Green bei den Europameisterschaften in Helsinki die Bronzemedaille (geteilt mit Irina Gordejewa und Olena Choloscha). Bei den Olympischen Spielen kurz darauf in London erreichte sie den achten Platz. Im März 2013 gewann sie bei den Halleneuropameisterschaften in Göteborg die Bronzemedaille im Hochsprung.
Green wurde sechsmal (2005 und 2007 bis 2011) schwedische Meisterin im Hochsprung, außerdem 2005 schwedische Meisterin im Weitsprung.

## Persönliches
Green ist 1,80 m groß und wiegt 62 kg. Im März 2011 heiratete sie ihren Trainer Yannick Tregaro; im Februar 2014 reichte das Paar die Scheidung ein.
Weltweite Aufmerksamkeit erregte Greens Protest gegen die russischen Anti-Homosexuellen-Gesetze bei den Weltmeisterschaften 2013 in Moskau, wofür sie vom Leichtathletik-Weltverband verwarnt wurde.
Nach diversen Verletzungen und damit einhergehenden sportlichen Rückschlägen betätigte sich Green verstärkt als Fotografin und stellte 2016 ihre Fotografien öffentlich in Göteborg aus.

## Persönliche Bestleistungen

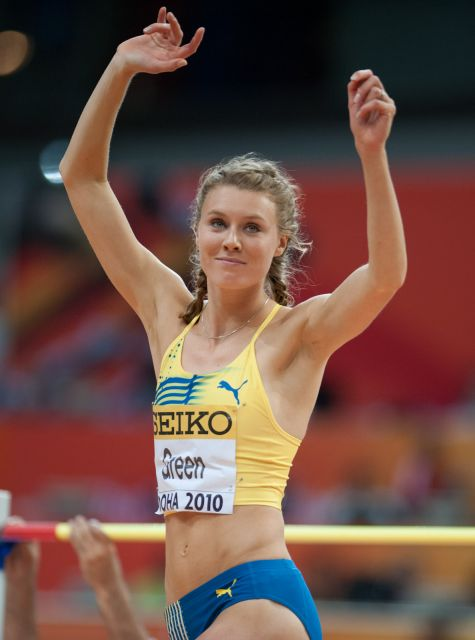
Green bei den Hallenweltmeisterschaften 2010 in Doha

- Hochsprung: 2,01 m, 1. August 2010, Barcelona
  - Halle: 1,98 m, 23. Februar 2008, Malmö
- 100 m: 11,58 s, 12. Mai 2006, Doha
- 200 m: 23,02 s, 29. Juni 2006, Málaga
- Weitsprung: 6,41 m, 21. August 2005, Helsingborg
- Dreisprung: 13,39 m, 23. Juni 2007, Vaasa
  - Halle: 13,69 m, 26. Februar 2006, Sätra